# Galeruca mauritiana
Galeruca mauritiana is een keversoort uit de familie bladkevers (Chrysomelidae). De wetenschappelijke naam van de soort werd in 1903 gepubliceerd door Léon Marc Herminie Fairmaire.